# ISO/IEC 27002
ISO/IEC 27002 (wcześniej: ISO/IEC 17799) – międzynarodowa norma opublikowana 17 września 2007 r. Określa ona wytyczne związane z ustanowieniem, wdrożeniem, eksploatacją, monitorowaniem, przeglądem, utrzymaniem i doskonaleniem Systemu Zarządzania Bezpieczeństwem Informacji (SZBI - ISMS ang. Information Security Management System). 
Stanowi merytoryczne i opisowe rozwinięcie normy ISO/IEC 27001. Cele stosowania zabezpieczeń omówione w tej normie, są powszechnie uznawanymi praktykami zarządzania bezpieczeństwem informacji.
Norma ta powstała w lipcu 2007 roku poprzez przemianowanie normy ISO/IEC 17799:2005, bez zmian merytorycznych. Jej budowa jest ściśle związana z budową Załącznika A normy ISO/IEC 27001:2005. Dla każdego wymagania zdefiniowanego w tym załączniku, w normie ISO 27002 zawarto odpowiednie zalecenia.
Polskim odpowiednikiem ISO/IEC 17799:2005 jest opublikowana 9 stycznia 2007 roku norma PN-ISO/IEC 17799:2007 (wcześniej PN-ISO/IEC 17799:2003).